# شاونا ساند
شاونا ساند (بالإنجليزية: Shauna Sand) وهي ممثلة أمريكية ولدت في يوم 2 سبتمبر 1971 في مدينة سان دييغو، كاليفورنيا الولايات المتحدة.

## روابط خارجية
- شاونا ساند على موقع IMDb (الإنجليزية)
- شاونا ساند على موقع ألو سيني (الفرنسية)
- شاونا ساند على موقع قاعدة بيانات الفيلم (الإنجليزية)
- شاونا ساند على موقع كينوبويسك (الروسية)